# Совачева Ганна Вікторівна
Совачева Ганна Вікторівна (24 листопада (6 грудня) 1876, Москва — 7 липня 1954, Абондан, Франція) — видатна українська актриса, режисерка та громадська діячка. Походила з давнього грецького роду Хартуларі, дружина військового лікаря, генерал-хорунжого армії УНР Василя Яковича Совачева (1876—1924).

## Життєпис
Народилась 6 грудня (24 листопада) у Москві.  Походила з давнього дворянського роду Хартуларі. В родині було восьмеро дітей: сім синів і дочка. Батько актриси В. К. Хартуларі — військовик родом із Херсонщини, генерал-майор царської армії. Мати Віра Василівна Саренко — дочка військового лікаря, доктора медицини, статського радника, гітариста і композитора Василя Саренка та баронеси Емми фон Флемінг, яка була чудовою співачкою і в своєму петербурзькому будинку мала музичний салон, де збиралися відомі композитори: О. Сєров, М. Мусоргський, Ц. Кюї, М. Балакірєв, О. Даргомижський. Мати Ганни любила музику, співала, грала на фортепіано. Музикантами також були троє Ганниних братів, які, крім військової академії, закінчили консерваторію або вчилися у найкращих професорів. 
1893 р. Ганна закінчила Інститут шляхетних дівчат, у якому жила після смерті матері, і поїхала до одного з братів. Її одразу запросили до місцевого аматорського театрального гуртка, у виставах якого вона переграла багато ролей, маючи амплуа, за власним висловом, «кого не вистачає». 
У 1895 р. дівчина стає студенткою Музично-драматичного училища Московського філармонійного товариства (згодом — славнозвісний ГІТІС, нині — Російський інститут театрального мистецтва), де професором класу драматичного мистецтва був відомий драматург і театральний критик В. І. Немирович-Данченко.  
Після закінчення училища  Г. Хартуларі рік пропрацювала за контрактом на оперній сцені, гастролювала у Вітебську та Мінську. З кожним виступом молода співачка мала все більший успіх у глядачів. 
Під час російсько-японської війни була сестрою милосердя Червоного Хреста у діючій армії на Далекому Сході. В одному із шпиталів познайомилась з військовим лікарем з Полтавщини Василем Совачевим, який до кінця 1905 р. працював у військово-санітарних потягах та шпиталях, а на початку 1906 р. був демобілізований.
30 квітня (13 травня) 1906 в родинному гнізді Совачевих — селі Турівка Прилуцького повіту Полтавської губернії Ганна обвінчалась з Василем Совачевим. З тих пір її творча і громадська діяльність пов'язана з Україною.
У час українських визвольних змагань (1917—1921) В. Совачів працював у Санітарній управі Армії УНР, деякий час очолюючи управу, завідував шпитальним відділом українського Червоного Хреста, був головним санітарним військовим інспектором Військового міністерства УНР. Ганна була вірною соратницею чоловіка: працювала в шпиталі, в українському Червоному Хресті та військовій санітарній управі. У Кам’янці-Подільському Ганна Совачева очолювала Об’єднаний комітет громадських організацій. Тоді ж її запросили до колишнього театру М. Садовського, що мав статус Державного театру УНР. Потім родина Совачевих вимушено перебувала в Польщі. 1921 р. Ганна Совачева перебралася до Львова і цілковито присвятила себе українському театрові. Актриса грала у виставах Українського народного театру товариства «Українська бесіда» (керівник О. Загаров).
1923 р. Г. Совачева переїздить до Ужгорода, грає в театрі, викладає постановку голосу, активно бере участь в роботі товариства «Просвіта». Вона переклала понад 25 драматичних творів з російської, французької та інших мов, що були інсценізовані в Ужгороді.
У 1929—1934 рр. стала актрисою Українського народного театру імені І. Тобілевича (м. Станиславів, нині — Івано-Франківськ), була зайнята у багатьох виставах. Наприкінці 1934 р. Ганна Совачева перейшла до театру «Заграва», якому виступала чотири сезони. 1938 р. «Заграва» і театр імені І. Тобілевича об’єдналися в один творчий колектив — Український народний театр імені Івана Котляревського, який проіснував до останніх днів польської влади в Західній Україні. До приходу радянських військ театр перебував у Коломиї. Згодом актори переїхали до Львова, де, об’єднавшись з акторами колишнього театру Й. Стадника, створили Театр імені Тараса Григоровича Шевченка. 
З початком війни Ганна Совачева залишилася в трупі театру, яка не евакуювалася, продовжувала працювати в «Українському театрі міста Львова», який з серпня 1941 р. називався Львівським оперним театром. Грала в різнопланових виставах: класичних оперетах,  драматичних постановках, здійснених Й. Гірняком. Сама займалася режисерською роботою: на сцені театру Літературно-мистецького клубу у Львові поставила п′єси «Проліски» М. Цуканової та «Суперниці» О. Маковея, інсценізувала уривок із повісті О. Кобилянської «Земля» (усі — 1943).
Перед вступом у липні 1944 р. до Львова Червоної Армії Ганна Совачева виїхала на Захід і опинилася в Зальцбурзі (Австрія), в англійській окупаційній зоні. У місцевому таборі знайшли притулок багато її друзів і колег. 20 червня 1945 р. з ініціативи Г. Совачевої був заснований таборовий Український драматичний театр. Пізніше, після організації оперного ансамблю, об′єднаний колектив отримав назву Українського національного театру в Зальцбурзі. На сцені цього театру в 1945—1948 рр. вона поставила оперу «Запорожець за Дунаєм» С. Гулака-Артемовського, оперету М. Лисенка та М. Старицького «Чорноморці», драми «Невольник» М. Кропивницького (за поемою Т. Г. Шевченка),  «Суєта» І. Карпенка-Карого, комедію «За двома зайцями» М. Старицького та ін. 
Влітку 1945 р. Г. Совачева брала участь у відродженні самостійної української жіночої організації «Союз українок». У Зальцбурзі  очолила Союз українок Австрії, була членом його управи протягом п’яти років. Водночас працювала і в українському Червоному Хресті. 
У 1948 р. Г. Совачева тяжко захворіла, була паралізована, шість місяців провела у шпиталі. У 1950 р., коли їй стало трохи краще, виїхала до Парижа, активно працювала в Союзі українок Франції. 
Свої останні роки провела в Абондані — невеличкому селі за 70 км від Парижа, де знаходився пансіон для людей похилого віку — емігрантів, здебільшого українського та грузинського походження. 
До останніх днів життя займалася літературною працею, писала спогади.  
Померла в Абондані 7 липня 1954 р., була похована на місцевому цвинтарі. У середині 1980-х рр. за сприяння УАПЦ рештки праху українців були перепоховані в спільній могилі у Шалетті.
2017 року в Полтаві вийшла друком збірка спогадів, листів, статей і заміток видатної актриси «Україна таки буде!». До авторських текстів Ганни Совачевої додано статті і спогади сучасників про неї.

## Творчість
Амплуа — характерні ролі переважно старших жінок як у побутовому, так і в західно-європейському репертуарі:
- Терпелиха («Наталка-Полтавка» І. Котляревського);
- Вустя («Ой, не ходи, Грицю…» М. Старицького);
- Ігуменя («Гетьман Дорошенко» Л. Старицької-Черняхівської);
- Одарка («Сватання на Гончарівці» Г. Квітки-Основ'яненка);
- Ганна («Безталанна» І. Тобілевича);
- Стара циганка («Хата за селом» за Ю. Крашевським);
- Пані Тейбрет («Святе полум'я» С. Моема) та ін.